# Pobeda (Kamennomostski, Adiguesia)
Pobeda (del ruso: Победа) es un pueblo (posiólok) del raión de Maikop en la república de Adiguesia de Rusia. Está 27 km al sureste de Tulski y 39 km al sureste de Maikop, la capital de la república. Tenía 167 habitantes en 2010
Pertenece al municipio Kamennomostskoye.

## Lugares de interés
En la localidad se halla el Eremitorio de San Miguel de Athos de Transkubania (Михайло-Афонская Закубанская пустынь).